# Niżniesortymskij
Niżniesortymskij (ros. Нижнесортымский) – osiedle w Rosji, w Chanty-Mansyjskim Okręgu Autonomicznym – Jugrze administracyjnie podlegającym obwodowi tiumeńskiemu, w rejonie surguckim. W 2010 liczyło 10 314 mieszkańców.